# 1920年の政治
1920年の政治（1920ねんのせいじ）では、1920年（大正9年）の政治分野に関する出来事について記述する。

## できごと

### 1月

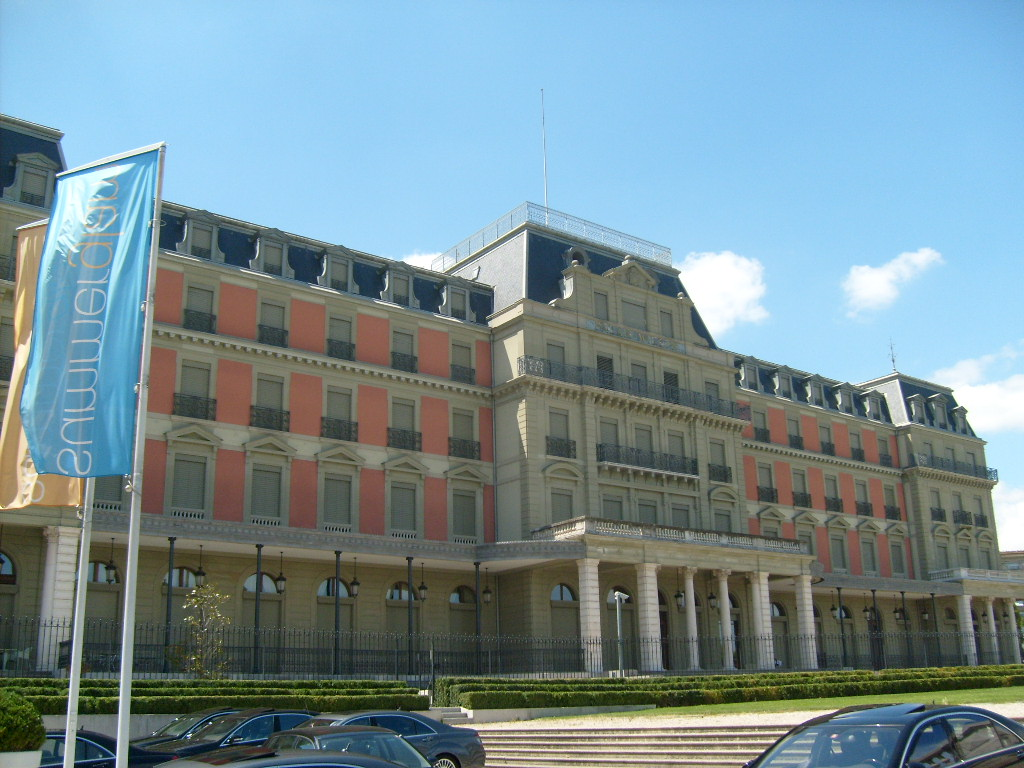
1920年から1936年まで国際連盟本部が置かれたジュネーブのパレ・ウィルソン

- 1月2日 - アメリカ合衆国で司法長官アレグザンダー・ミッチェル・パーマー（英語版）が赤狩り（第1次赤狩り（英語版））を始める。共産主義者2700名を逮捕。
- 1月10日
  - 国際連盟成立。
  - ヴェルサイユ条約発効。
  - 自由都市ダンツィヒが建国[1]。
- 1月13日 - 森戸辰男東京帝大助教授が筆禍により起訴され休職（森戸事件）。
- 1月16日
  - 日本、国際連盟へ正式加盟。
  - 米憲法修正第18条（禁酒法）施行。
- 1月16日 - 第一回国際連盟会合がパリで開催。
- 1月19日 - インドでムスリムによる反帝国主義運動（キラーファット運動）開始。
- 1月21日 - パリ講和会議が終会。
- 1月 - 大阪中之島で関西労働者連盟主催の普通選挙要求デモが開催。尾崎行雄も参加。

### 2月
- 2月10日 - 住民投票により北シュレースヴィヒ（現、デンマーク、スナユラン県）がデンマークに帰属[2]。
- 2月11日 - 東京で普通選挙大示威行進が行われる。
- 2月24日 - ドイツ労働者党が国家社会主義ドイツ労働者党に改称。25カ条綱領を採択。
- 2月26日 - 衆議院が普通選挙権について審議中に解散される。

### 3月
- 3月1日 - ハンガリー王国が成立を宣言。国王は不在のまま、ホルティ・ミクローシュが摂政として統治する。
- 3月10日 - スウェーデンでスウェーデン社会民主労働党の単独政権成立（選挙による世界初の社会主義政権）。
- 3月12日 - ニコライエフスク（尼港）でソビエト連邦のパルチザンと大日本帝国陸軍が交戦。
- 3月13日
  - ベルリンでカップ一揆が起こる。
  - カップ一揆に対抗するゼネストを発端に、左派労働者らによる反乱（ルール蜂起）が発生する。
- 3月15日 - 日本で株価が大暴落し、戦後恐慌が起こる。
- 3月19日 - アメリカ合衆国上院がヴェルサイユ条約の批准を否決。
- 3月28日 - 平塚らいてう、市川房枝らが新婦人協会を結成。

### 4月

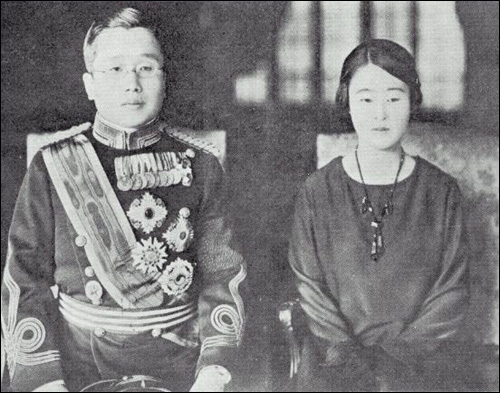
李垠殿下と梨本宮方子女王が結婚。（写真は1923年撮影）

- 4月4日 - 日本軍、ウラジオストクを占領。
- 4月6日 - 極東共和国成立。初代大統領兼首相にアレクサンドル・クラスノシチョーコフ。
- 4月19日から26日 - 中東におけるオスマン帝国の領土の帰属先を決定する会議（サンレーモ会議（英語版））が、イタリア、サンレーモにて開催。
- 4月23日 - オスマン帝国（トルコ）のアンカラでムスタファ・ケマルを議長とする大国民議会開催。
- 4月25日 - ポーランド軍、ロシアに侵入。
- 4月28日 - 王世子李垠と梨本宮方子女王が結婚。

### 5月
- 5月1日 - 中国で最初のメーデー開催。

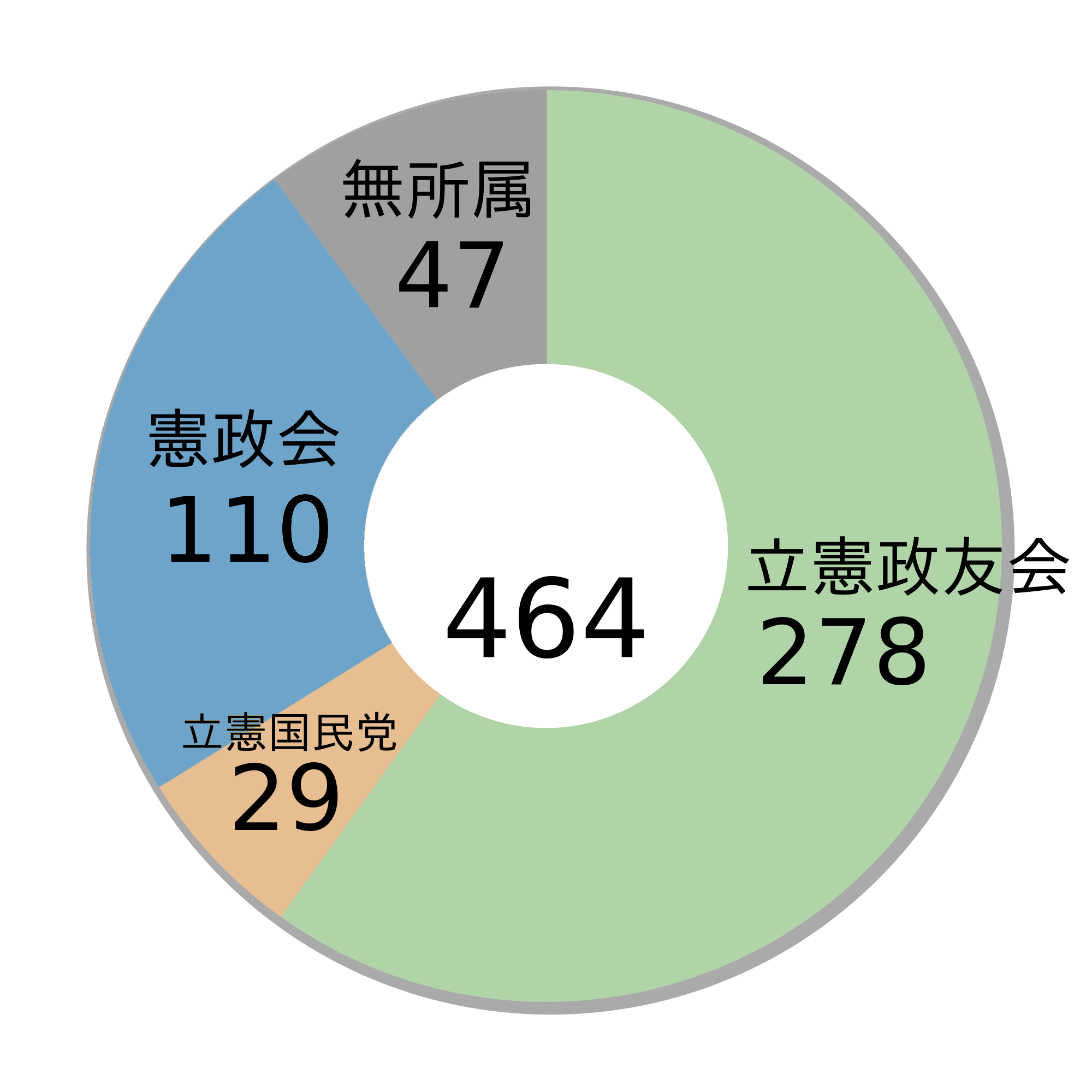
第14回衆議院総選挙党派別勢力図

- 5月2日 - 東京上野公園で日本最初のメーデー開催。
- 5月6日（または7日） - ポーランド第3軍、キエフを占領。
- 5月7日 - ロシア・グルジア間に平和条約締結。
- 5月10日 - 第14回衆議院議員総選挙。政友会が大勝。
- 5月16日 - 労働諸団体が労働組合同盟会を結成。
- 5月23日 - インドネシア共産党結成。
- 5月24日 - ロシアの第1騎兵軍、南部ポーランド軍を攻撃。
- 5月25日 - ニコラエフスクで共産パルチザンが、住民等を虐殺する（尼港事件）。

### 6月
- 6月4日 - ハンガリー王国が連合国とトリアノン条約を結び講和。
- 6月10日 - 皇太子・裕仁親王（後の昭和天皇）と久邇宮良子女王（後の香淳皇后）の婚約が正式に内定。
- 6月13日 - ポーランド軍、キエフを撤退。
- 6月29日 - 第43特別議会召集。
- 6月 - ナチス、ハーケンクロイツを党のシンボルに採用。

### 7月
- 7月12日 - ソビエト・リトアニア平和条約（英語版）締結。ロシアがリトアニアの独立を承認。
- 7月14日 - 中国で、安徽派の段祺瑞と直隷派の曹錕が戦争（安直戦争）。
- 7月19日 - 安徽派が大敗し、段祺瑞が辞職。
- 7月23日 - 直隷派、奉天派の両軍が北京に入城する。
- 7月24日 - ポーランドでヴィンツェンティ・ヴィトスを首班とする挙国一致内閣成立。
- 7月28日 - ソビエト政権、ポーランド占領地域にポーランド臨時革命委員会を樹立。
- 7月 - 八八艦隊計画案が議会を通過。

### 8月
- 8月10日 - オスマン帝国が連合国とセーヴル条約を結び、講和。
  - メフメト6世を首班とするイスタンブール政府は本条約を締結するものの、条約内容に不満を有する勢力によって否認される[3]。
- 8月11日 - 広東、広西両軍衝突、第一次粤桂战争（中国語版）開始。
- 8月12日 - ワルシャワの戦い開始。
- 8月26日 - 米国でアメリカ合衆国憲法修正第19条が発効、女性参政権が認められる。
- 8月 - 上海で陳独秀らにより中国社会主義青年団発足[4]。

### 9月
- 9月1日
  - バクーで東方諸民族大会開幕。
  - 大レバノン成立。
- 9月8日 - ガブリエーレ・ダンヌンツィオがパリ講和会議における未回収のイタリア問題に不満を抱きフィウーメを占拠、カルナーロ＝イタリア執政府を建国。
- 9月16日 - ニューヨークウォール街でイタリアの無政府主義者によって馬車に仕掛けられた爆弾が爆発、38名の死者と約400名の負傷者を出す（世界初の車爆弾を用いたテロ）。

### 10月
- 10月1日 - 第1回国勢調査実施。
- 10月7日 - ポーランドとリトアニアのあいだで「第3次休戦ライン」を定めたスヴァウキ合意が結ばれる。
- 10月31日 - ボンベイ（現在のムンバイ）で全インド労働組合会議創立大会開催。
- 10月 - 湖南で毛沢東らが中国社会主義青年団結成。

### 11月
- 11月2日 - 米カリフォルニア州議会、住民立法のカリフォルニア州外国人土地法（第2次排日土地法）案を可決。
- 11月12日 - イタリア王国、ユーゴスラビア王国間にラパッロ条約締結。ザダルがイタリアに譲渡され、フィウーメ自由国が建国される。
- 11月15日 - 第一回国際連盟総会がスイス、ジュネーブで開催。
- 11月30日 - 京都赤旗事件。

### 12月
- 12月9日
  - 大杉栄、堺利彦らによって日本社会主義同盟が結成。
  - 米、カリフォルニア州外国人土地法（第2次排日土地法）実施。
- 12月12日 - 日本軍、ハバロフスクからの撤退完了。
- 12月25日 - 第44議会召集。
- 12月30日 - フランス共産党結成。
- 12月 - ナチス、『フェルキッシャー・ベオバハター』紙を買収し党機関紙とする。